# فران ريد
فران ريد (بالإنجليزية: Fran Reed)‏ هي مُدرسة أمريكية، ولدت في 12 يونيو 1943 في لاهويا في الولايات المتحدة، وتوفيت في 11 سبتمبر 2008 في أنكوريج في الولايات المتحدة.